# Tua (Aldeia)

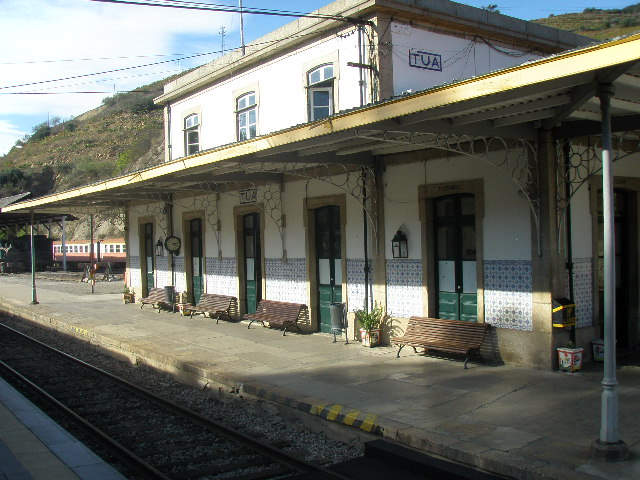
Bahnhof von Tua

Tua ist eine Ortschaft (pt: Aldeia) in der Gemeinde Castanheiro im Kreis Carrazeda de Ansiães in Portugal mit 110 Einwohnern (Stand 2001) und gehört zum Distrikt Bragança. Der Ort Tua liegt an der Mündung des Flusses Tua in den Fluss Douro.

## Sehenswürdigkeiten
Der Bahnhof von Tua wurde im Jahre 1883 erbaut und liegt an der Linha do Douro. Er war ebenfalls Ausgangspunkt der Linha do Tua, der letzten Eisenbahnlinie Portugals, die mit Dampflokomotiven betrieben wurde. Am 22. August 2008 ereignete sich auf der Linha do Tua ein schwerer Eisenbahnunfall. Seither ist der Eisenbahnverkehr auf dieser Strecke, bis zu einer endgültigen Klärung der Ursachen, aus Sicherheitsgründen eingestellt.